# Serra de Palasí
La Serra de Palasí és una serra del municipi de Tremp a la comarca del Pallars Jussà. És a l'antic municipi de Fígols de Tremp, a prop del límit amb el Pont de Montanyana, a l'extrem occidental del terme. Conté el Mas de Palasí, que li dona el nom.
Fins al 1970 fou termenal entre Fígols de Tremp i Sapeira, municipi que pertanyia a l'Alta Ribagorça. Per tant, separa, des del punt de vista geogràfic, les comarques del Pallars Jussà i de l'Alta Ribagorça, tot i que administrativament pertany del tot al Pallars Jussà, per l'agregació de Sapeira a Tremp.
L'extrem nord-oriental de la serra és el Molar de Toríbio, que rep el nom del Mas de Toríbio, que és dessota i a l'est del Molar.
Aquesta serra s'estén des de la confluència del barranc de Palasí amb el del Pont, i va pujant en direcció nord-est